# Vogtia spinosa
Vogtia spinosa är en nässeldjursart som beskrevs av Wilhelm Moritz Keferstein och Ehlers 1861 . Vogtia spinosa ingår i släktet Vogtia och familjen Hippopodiidae. Inga underarter finns listade i Catalogue of Life.